# 雅丹
| 姓名       | 雅丹     |
| 出身地     | -        |
| 職官       | 西羌宰相 |
| 主君       | 徹里吉   |
| 家族・一族 | -        |

雅丹（がたん）は、中国の通俗歴史小説『三国志演義』に登場する架空の政治家、武将。
西羌の宰相。魏の曹真の救援要請を受けた国王徹里吉の命令により、元帥の越吉と共に25万の兵を率いて対蜀戦に参加する。鉄車と呼ばれる兵器で蜀軍を苦しめるが、諸葛亮の計略により鉄車兵は落とし穴に落ちた所を撃破されて、越吉は戦死、自身も捕らえられてしまう。
戦後、羌族を懐柔しようと考えた諸葛亮により鉄車等の兵器を返却され、徹里吉への伝言を託され解放される。